# O. J. 심슨

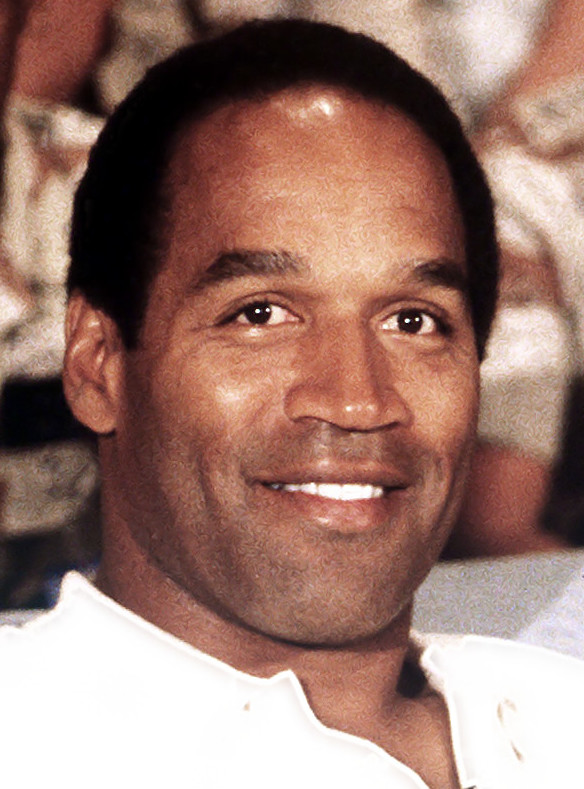
O. J. 심슨(1990년)

오렌설 제임스 심슨(영어: Orenthal James Simpson, 1947년 7월 9일~2024년 4월 10일)은 미국의 미식 축구 선수, 배우, 범죄자이다. 대학과 프로 미식 축구에서 러닝백으로 뛰며 유명해졌고, 1973년 시즌에는 NFL에서 사상 최초로 2,000 야드 이상을 뛴 선수였다. 1985년 미식 축구 명예의 전당에 헌액되었다.
1995년 심슨은 뜨거운 언론의 관심을 받았던 오랜 형사 재판 끝에 니콜 심슨과 론 골드만 살해에 대해 무죄 판결을 받았다. 영미법은 1심에서 무죄 선고를 받으면 검찰이 항소를 할 수가 없기 때문에 이 재판은 1심에서 심슨 무죄로 확정되었다. 1997년 민사 재판 배심원들은 심슨이 이들 살해에 책임이 있다는 평결을 내렸으나, 현재까지 3350만 달러 배상을 피하고 있다. 그는 2006년 말, 《내가 만약 그랬다면》(If I Did It)이라는 제목의 책을 내 더 악명을 떨쳤다. 그가 저지른 살인에 관해 1인칭 시점의 소설로 재구성한 이 책은 출판사가 출간 직전에 폐기했다. 이 책은 나중에 골드만 가족이 다시 출간한다.
2007년 9월 심슨은 라스베이거스에서 무기 소지 강도죄, 총기 소지 침입죄, 일급 납치죄, 치명적 무기를 이용한 강요죄, 강도 모의죄, 납치 모의죄, 범죄 모의죄 등을 포함한 여러 가지 강력범죄 혐의로 체포되었다. 2008년 10월 3일, 배심원은 심슨에게 33년형 유죄를 선고했으며 2017년 10월 2일 가석방전까지는 적어도 9년을 복역하게 됐다. 그는 네바다주의 러브락 교정 센터에서 형을 살다가 가석방되어 10월 2일날 자정 직후에 석방되었다.